# Julienne (cràter)
Julienne és un minúscul cràter lunar situat al Palus Putredinis (al sud-est del Mare Imbrium), al terreny irregular situat al sud-est del prominent cràter Arquimedes, i a uns 12 km a l'oest del lloc d'aterratge de l'Apollo 15 a la Rima Hadley.
Julienne té una forma característica de pesa de gimnàstica, amb molts cràters més petits al seu voltant. La superfície d'aquest cràter és travessada pel sistema de marques radials del cràter Autòlic, situat al nord-est. Apareixen esquerdes estretes a la superfície al nord i al sud de Julienne, i té una zona muntanyenca a l'oest.
El seu nom fou reconegut oficialment per la UAI el 1976.

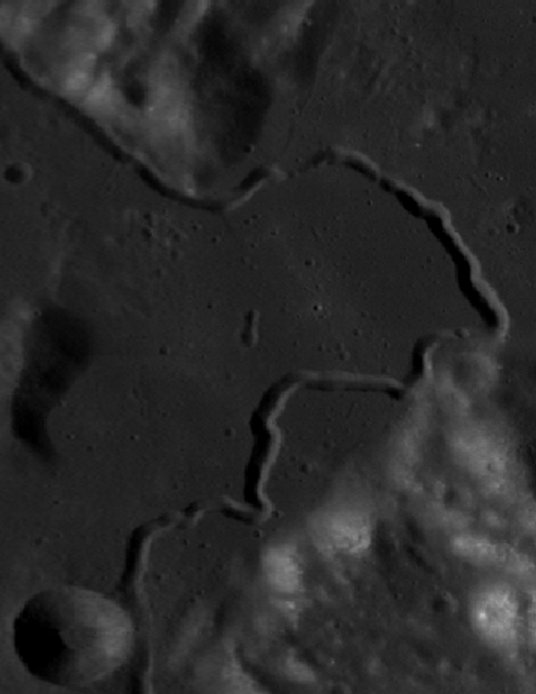
Julienne rodejat per la Rima Hadley (LRO)